# Урал (річка)
Ура́л (башк. Яйыҡ, каз. Жайық) — річка в Європі, близько до межі Європи з Азією. Тече територією Росії та Казахстану. Довжина Уралу 2428 км, це третя за довжиною річка Європи (після Волги і Дунаю), а також 21-ша за довжиною річка Євразії.
Давня назва Яїк (суч. каз. Жайық). У цей час давня назва річки є офіційною в Казахстані, а також уживається в Башкортостані.
Уздовж правого берега річки розташовувалися землі Уральського козацького війська, що зараз поділені між Росією та Казахстаном.
Річка була перейменована в 1775 за наказом Катерини II, після придушення Селянської війни під проводом Пугачова, у якій активну участь брали Яїцькі козаки.
Бере початок у горах Південного Уралу (хребет Уралтау). Впадає в Каспійське море.

## Географія

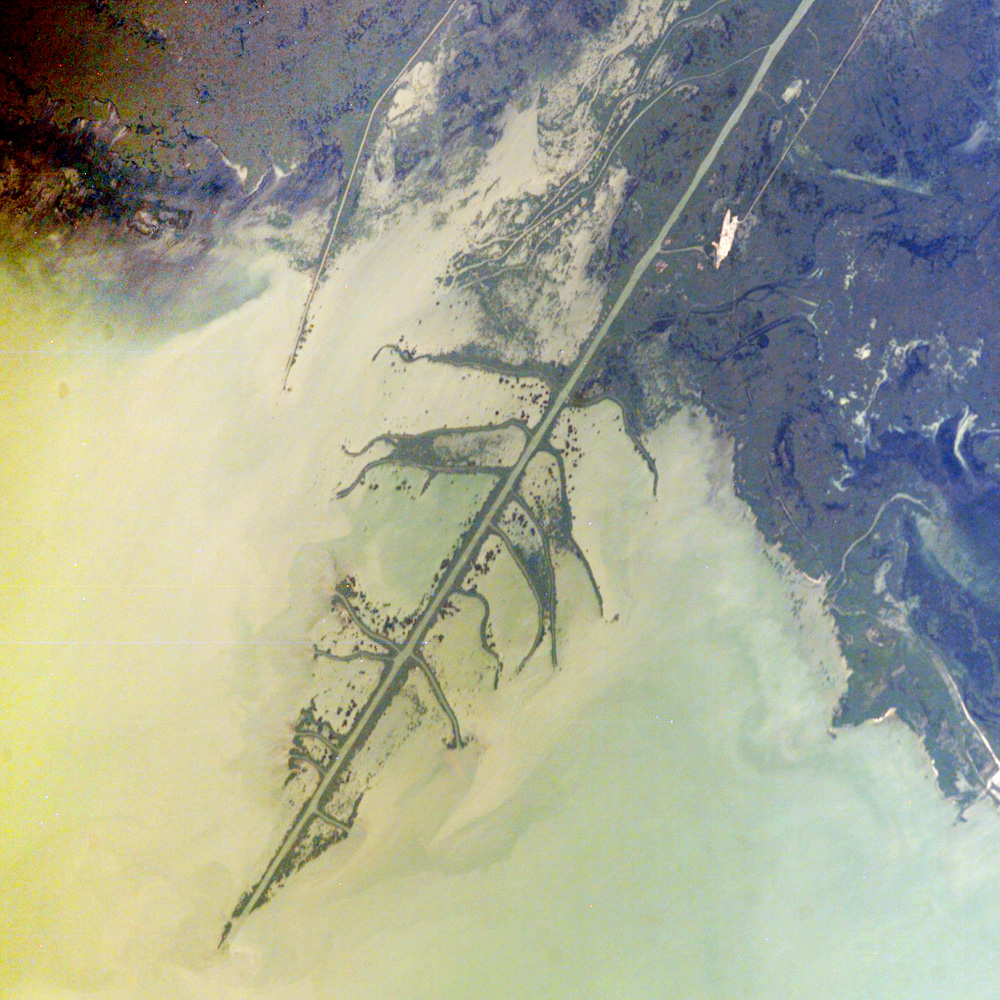
Дельта Уралу

Річка бере початок біля схилів гори Кругла хребта Уралтау на Південному Уралі, на території Учалинського району Башкортостану. Там річка має середню ширину від 60 до 80 метрів і тече як типова гірська річка. Потім потрапляє в Яїцьке болото і після виходу з нього розширюється до 5 кілометрів. Нижче Верхньоуральська течія Уралу характерна для рівнинної річки, далі Урал тече по території Челябінської й Оренбурзької областей. Від Магнітогорська до Орська його береги круті і скелясті, а дно має багато розломів.
Після Орська річка різко повертає на захід і проходить через 45-кілометровий каньйон у Губерлінських горах. Після Уральська тече з півночі на південь, через територію Західно-Казахстанської області й Атирауської областей Казахстану, де річка розширюється і має безліч озер і проток. Біля гирла вона розпадається на два головних рукави: Золотінський та Яїцький і утворює великі водно-болотні угіддя. Рукав Яїцький неглибокий, майже без дерев на берегах, і багатий рибою, тоді як Золотінський — глибший і судноплавний.
Річка Урал має вражаючу деревоподібну форму дельти. Цей тип дельти утворюється природним чином у повільних річках, які несуть велику кількість алювію в спокійне море. У дельті, за 13,5 км від гирла Золотінського рукава, знаходиться острів Шалига, довжина якого становить 2,5 км, максимальна ширина 0,3 км, а висота — від 1 до 2 метрів.

## Гідрографія
Основне живлення річка отримує за рахунок талих вод (60—70 %), внесок опадів відносно невеликий. Велика частина річного стоку (65 %) припадає на час весняних паводків, 30 % стоку — у літній та осінній періоди і 5 % — у зимовий період. Під час повеней річка розширюється до 10 кілометрів біля Уральська і до декількох десятків кілометрів у гирлі. У верхній течії найвищий рівень води спостерігається в кінці квітня, у нижній течії — у травні. Коливання рівня води становить 3—4 метри у верхній течії, 9—10 метрів — у нижній і близько 3 метрів — у дельті.
Середня витрата води становить 104 м³/c поблизу Оренбурга і 400 м³/c у селі Кушум (76,5 км від гирла). Максимальна витрата складає 14 000 м³/c, а мінімальний — 1,62 м³/c. Середня каламутність складає 280 г/м³ в Оренбурзі і 290 г/м³ поблизу Кушуму. Річка замерзає біля витоку на початку листопада, а в середній і нижній течії — у кінці листопада. Розкривається в кінці березня в низов'ях і на початку квітня у верхів'ях. Період льодоходу відносно короткий.
Середня глибина становить від 1 до 1,5 метрів поблизу витоку, і збільшується в середній течії і особливо поблизу гирла. Кількість підводної рослинності також збільшується від витоку до гирла, як і багатство фауни. Дно у верхній течії скелясте, з галькою і піском, нижче за течією — мулисто-піщане, іноді глинисте. Басейн асиметричний — його ліва сторона в 2,1 рази більша за площею, ніж права сторона; проте, права сторона більш важлива для живлення річки. Щільність приток складає 0,29 км/км² у правій і 0,19 км/км² у лівій частині басейну. Праві притоки — типові гірські річки, у той час як ліві притоки мають рівнинний характер.
Клімат континентальний з частими і сильними вітрами. Середні річні опади складають 530 мм.

## Господарство
Води річки Урал використовується для водопостачання таких великих підприємств, як Магнітогорський металургійний комбінат і Орсько-Халиловський металургійний комбінат, а також для зрошення. Поблизу Магнітогорська були створені два водосховища, поряд з селищем Іриклінський побудована гідроелектростанція і створено велике водосховище. Нижче Уральська — ще одне водосховище і Кушумський канал.
Добре розвинене рибальство, в число промислових видів риб входять осетер, окунь, оселедець, лящ, короп і сом. Дельта річки Урал — це близько половини рибного басейну Казахстану. Також широко поширене сільське господарство, особливо баштанництво, вирощуються дині і кавуни.
Місто Атирау є портом і великим нафтовидобувним центром Казахстану.

## Притоки
- Сакмара
- Елшанка
- Шаган
- Ор
- Ілек
- Гожмек
- Ублекеншок
- Владикжужек

## Міста
- Верхньоуральськ
- Магнітогорськ
- Орськ
- Новотроїцьк
- Оренбург
- Уральськ
- Атирау

## Галерея

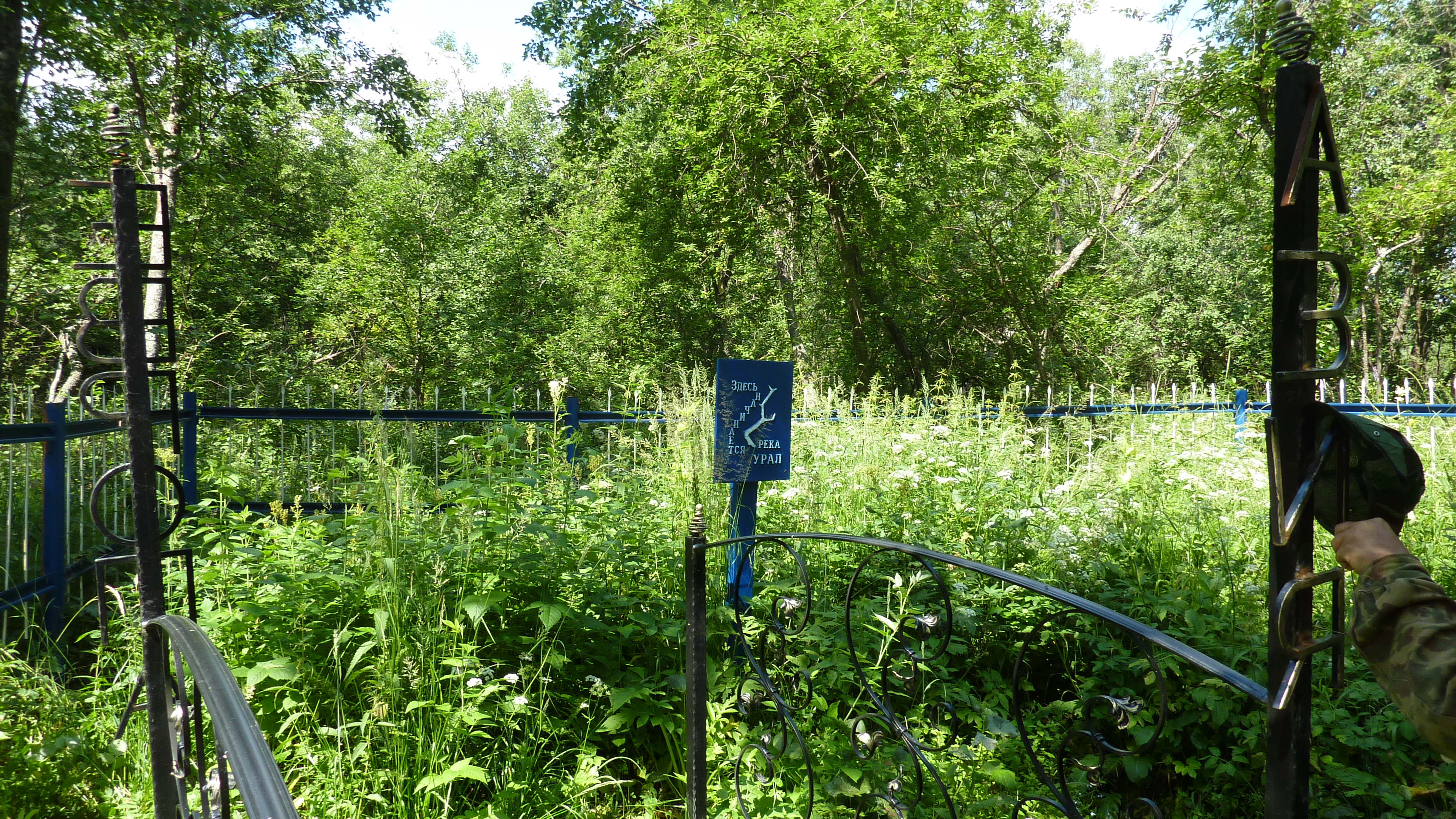
Витік річки Урал
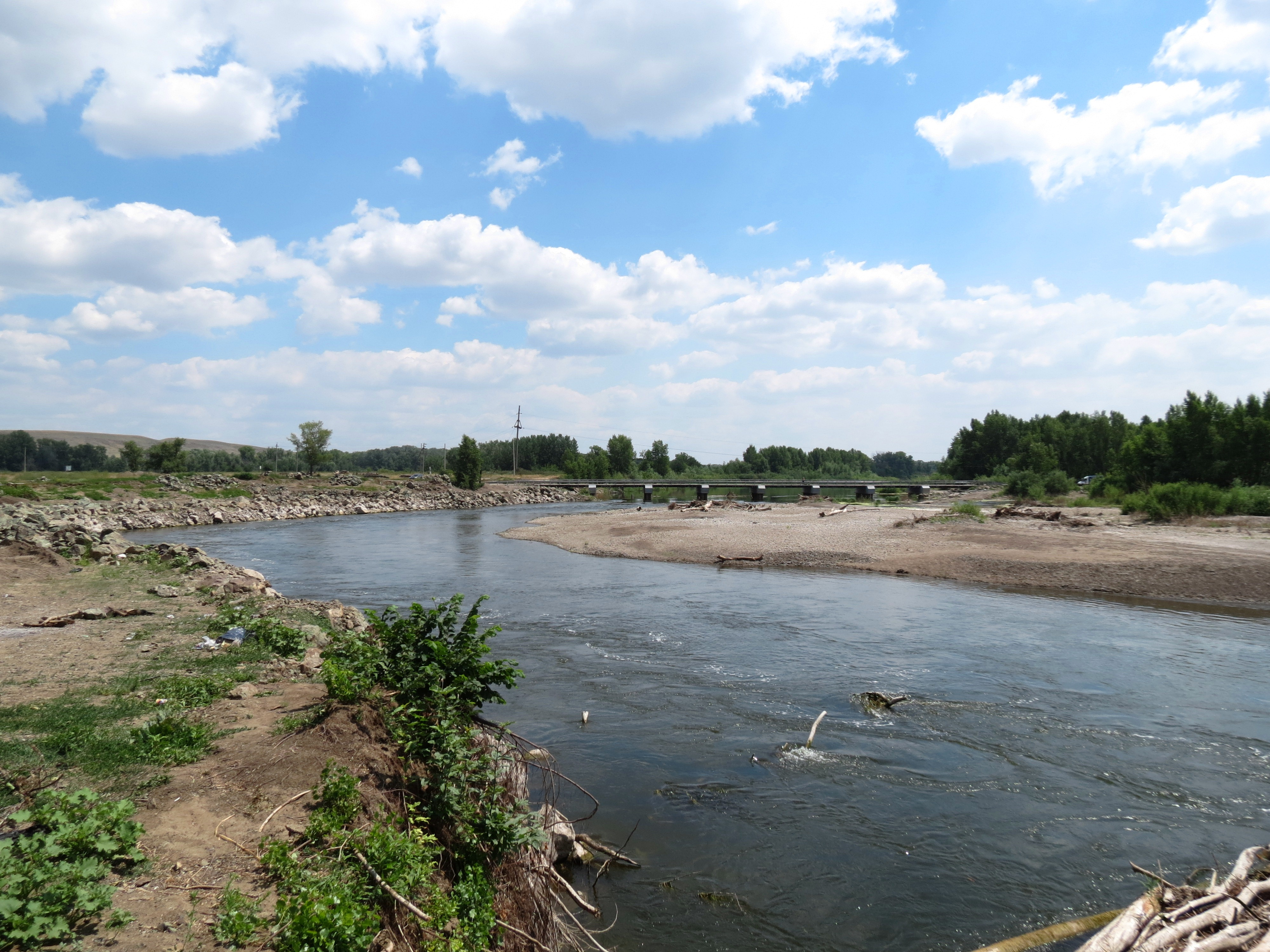
Річка Урал біля села Новоуральськ
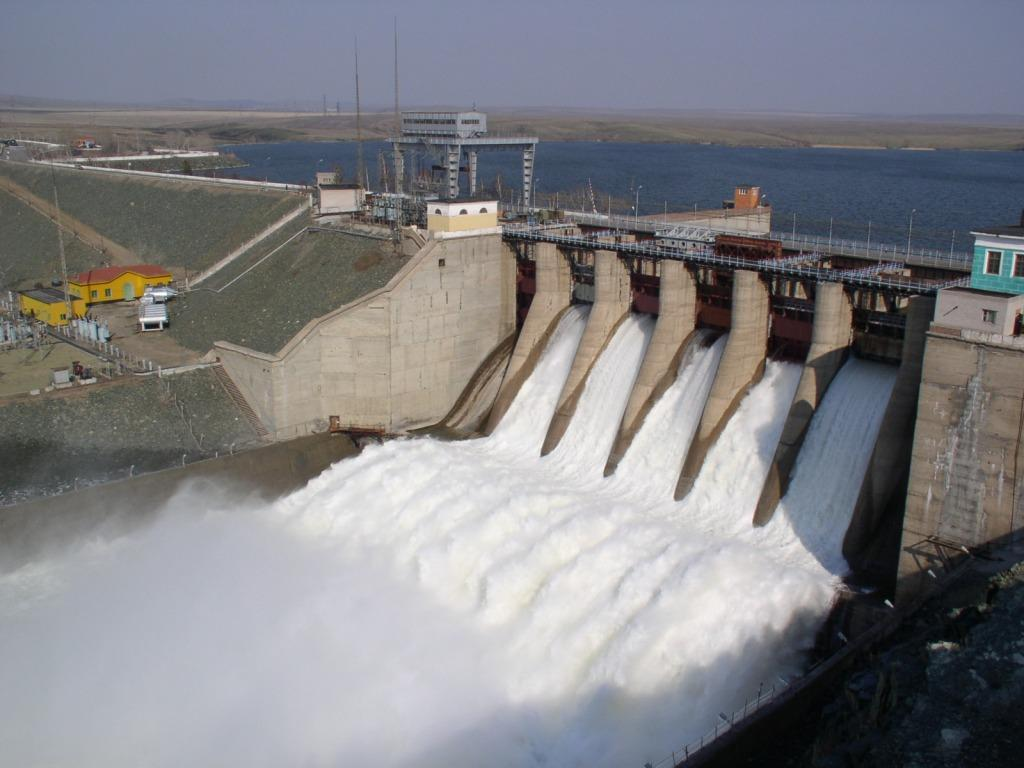
Іриклінська ГЕС
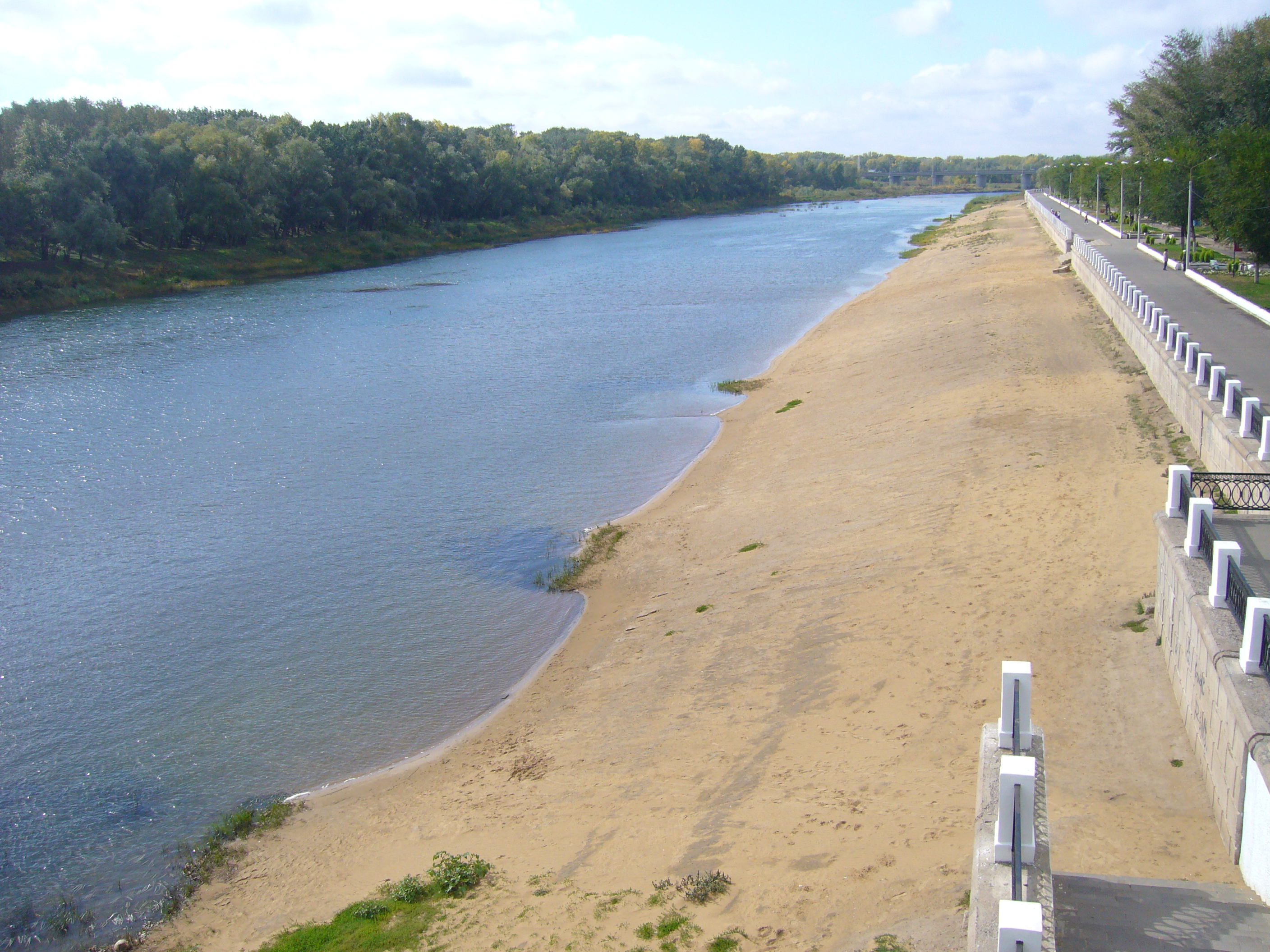
Річка Урал у Оренбурзі
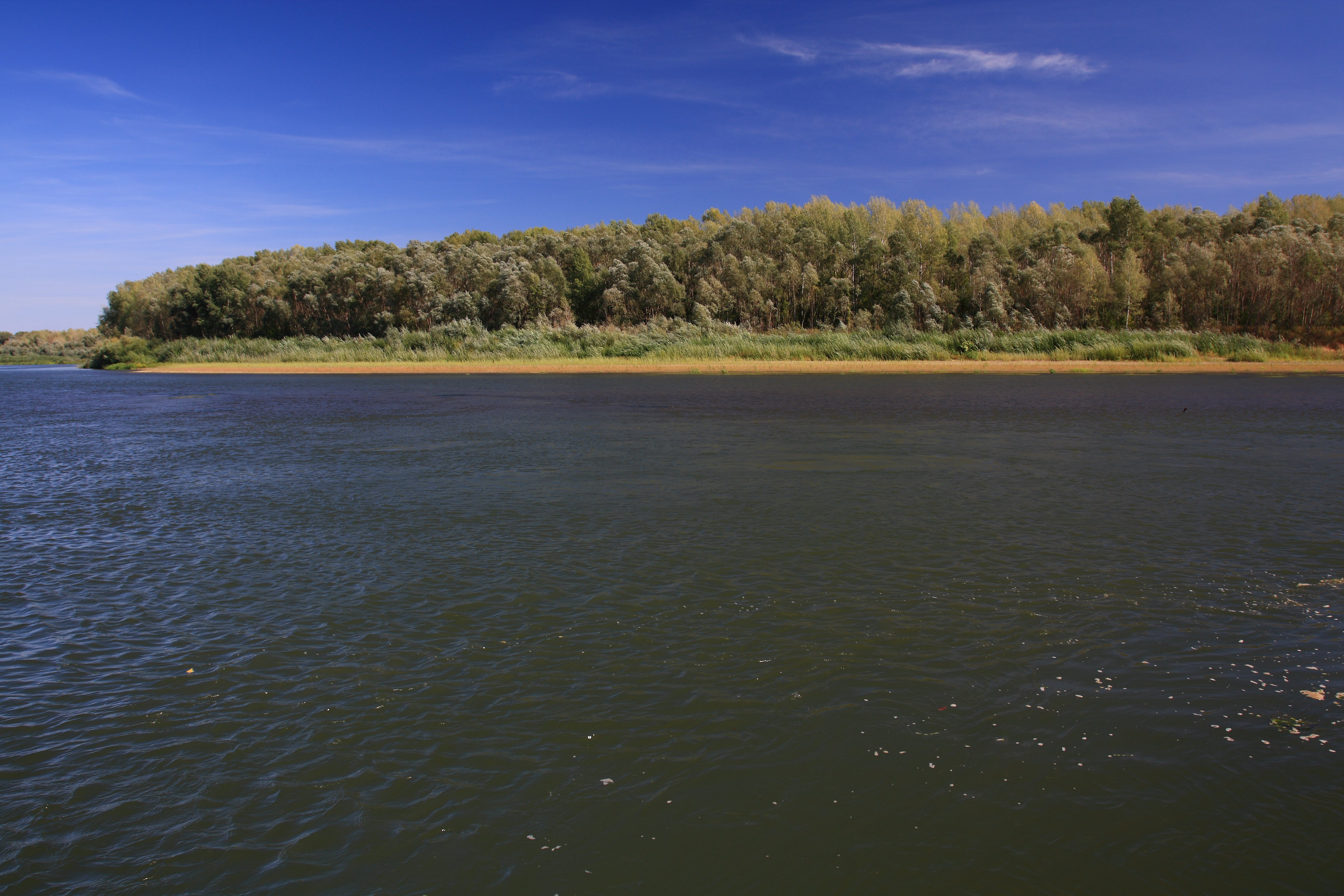
Вид на лівий берег Уралу
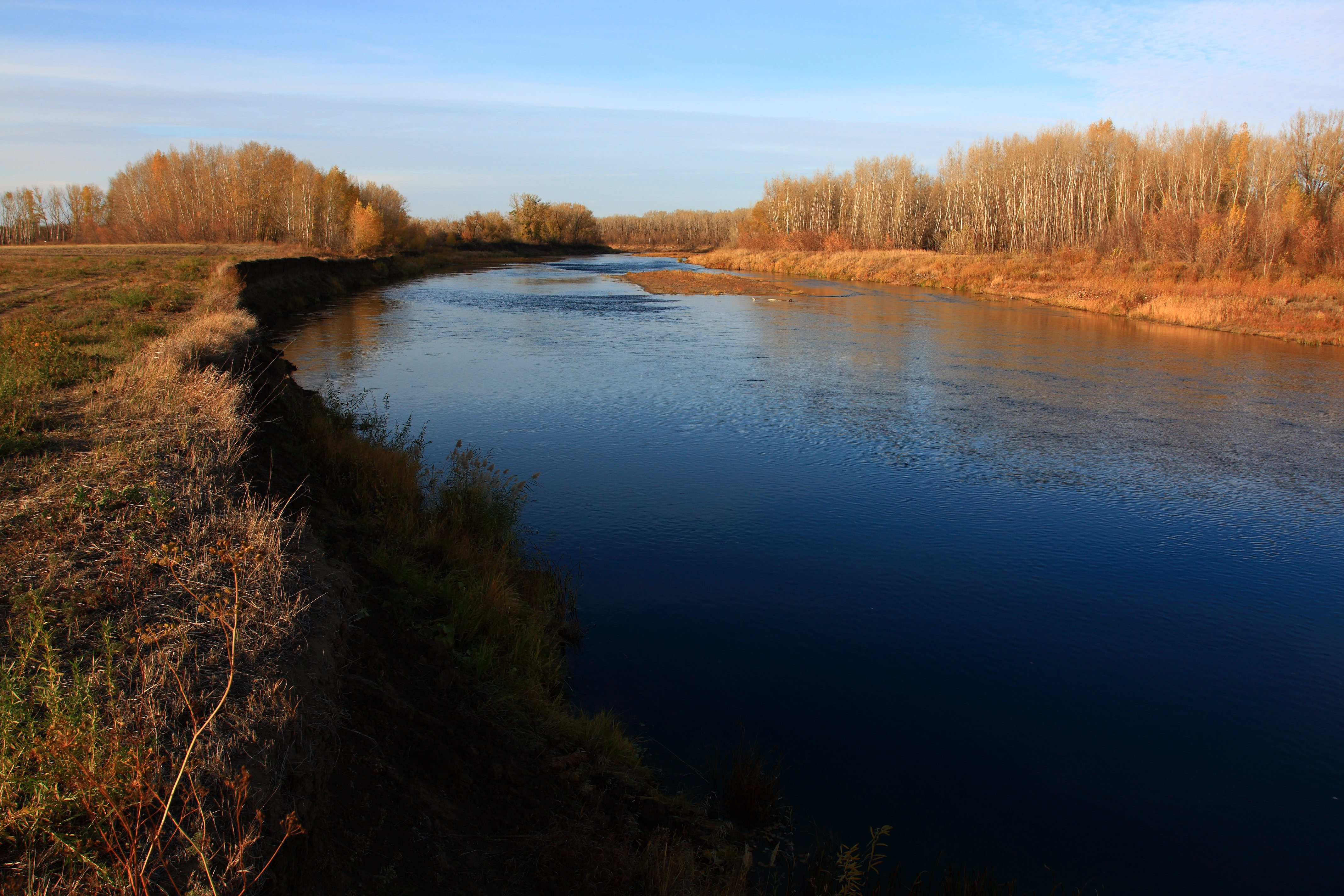
Річка Урал у жовтні
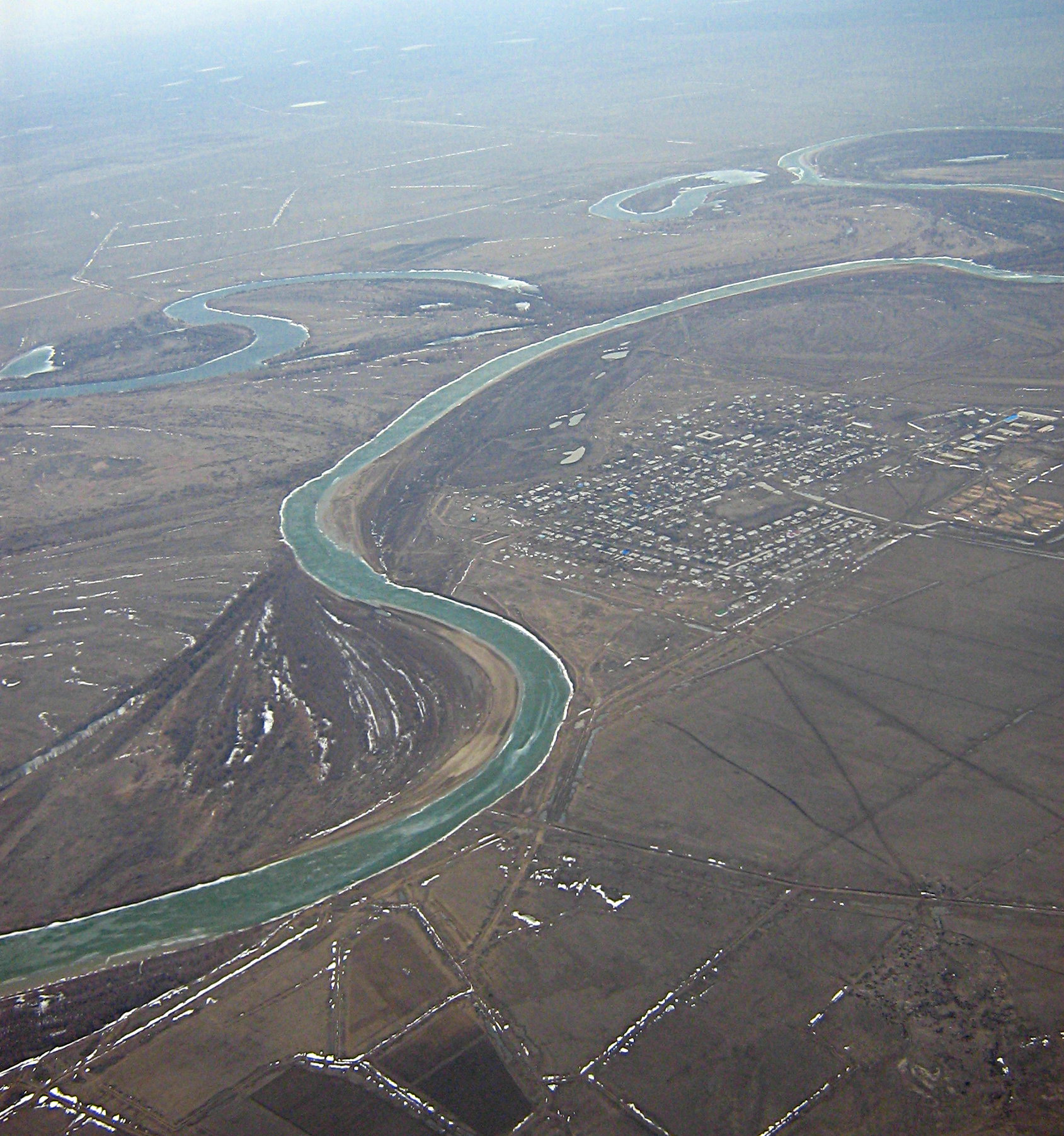
Річка Урал між Уральському і Атирау (Казахстан)
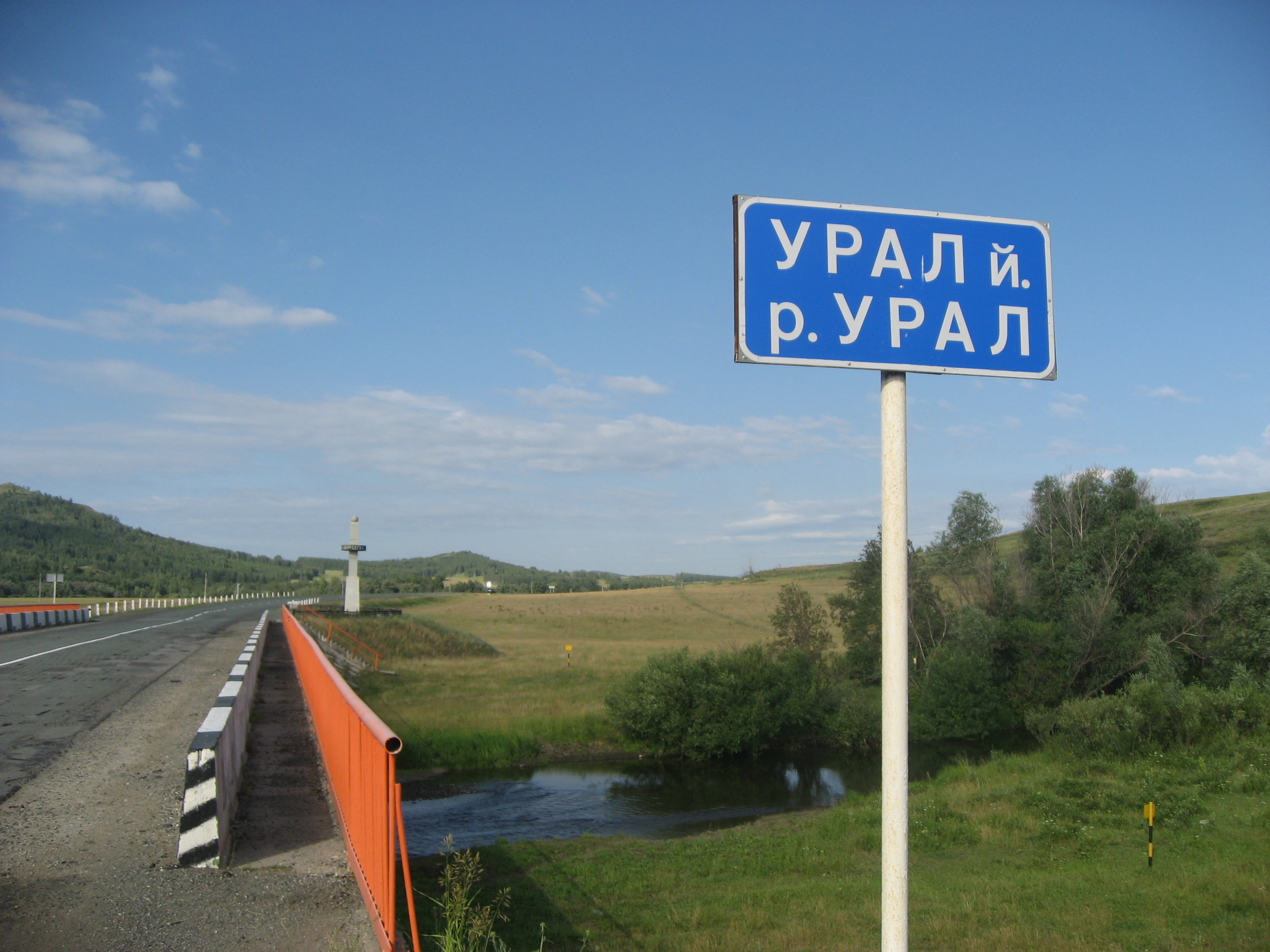
Міст через Урал в Учалинском районі Башкортостану